# Alan Shorter
Alan Shorter (* 29. Mai 1932 in Newark (New Jersey); † 5. April 1988 in Los Angeles) war ein US-amerikanischer Musiker (Trompete und Flügelhorn) und Komponist des Free Jazz.

## Leben und Wirken
Alan Shorter war der ältere Bruder des Saxophonisten Wayne Shorter. Er begann zunächst auf dem Altsaxophon zu spielen und wechselte, nachdem er die Highschool abgeschlossen hatte, zur Trompete. Er studierte an der Howard University, rebellierte aber gegen die ultra-konservative Atmosphäre und wurde relegiert; seinen Abschluss machte er an der New York University. Seine ersten professionellen Auftritte hatte er als Mitglied einer lokalen Bebop Big Band namens Jackie Bland Band, zu der auch sein Bruder Wayne, der Posaunist Grachan Moncur III und der Pianist Walter Davis Jr. gehörten. In der Frühphase seiner Karriere war Shorter eher ein Bebop-Musiker, verlagerte aber bald seine Interessen in Richtung Free Jazz.

Mitte der 1960er Jahre zog Shorter nach Europa und trat in Genf und Paris auf; Ende der 1970er Jahre kehrte er in die Vereinigten Staaten zurück. Er unterrichtete dann kurz am Bennington College, geriet dann aber in Vergessenheit. Er starb 1987 an einem Aortaverschluss in Los Angeles, kurz nachdem er von Ruth Ann Hancock, einer Cousine von Herbie Hancock engagiert worden war.
Shorter nahm unter eigenem Namen zwei Alben auf, Orgasm (1968) und Tes Esat (1970); sie wurden 2004 bzw. 2005 von Verve Records wiederveröffentlicht. Außerdem wirkte er zwischen 1965 und 1970 an fünf Alben des Saxophonisten Archie Shepp mit, wie dem Impulse-Album Four for Trane. Drei Alben entstanden 1965/66 mit Marion Brown und eines 1970 mit Alan Silva (Seasons, 1970); 1965 hatte er bei Wayne Shorters Album The All Seeing Eye einen Gastauftritt. Einige dieser Alben enthalten seine ungewöhnlichen Kompositionen, wie etwa „Mephistopheles“ (auf The All Seeing Eye). 2024 erschien das Album Mephistopholes to Orgasm Revisited (ezz-thetics), beginnend mit „Mephistopholes“ und dem kompletten, klanglich restaurierten  Album Orgasm (1969), auf dem Shorter ein Quintett mit Gato Barbieri und jeweils dem Bass- und Schlagzeugteam Reggie Johnson/Rashied Ali bzw. Charlie Haden und Muhammad Ali leitete.
Alan Shorters Spiel ist mit dem von Don Cherry vergleichbar. Die Autoren Richard Cook & Brian Morton heben die Qualität seiner Kompositionen, insbesondere auf seinem Album Orgasm (1968), hervor.

## Diskographische Hinweise
Alben unter eigenem Namen
- Orgasm (Verve, 1968) – mit Charlie Haden, Gato Barbieri und Rashied Ali
- Tes Esat (America, 1970) – mit Gary Windo, Johnny Dyani, Rene Augustus

Alben als Sideman
- Archie Shepp: Four for Trane (Impulse!, 1964)
- Archie Shepp: Coral Rock (1970)
- Wayne Shorter: The All Seeing Eye (Blue Note, 1965)
- Marion Brown: Marion Brown Quartet (1965)
- Marion Brown: Marion Brown (1965)
- Marion Brown: Juba-lee (1966)